# Aspeboda socken
Aspeboda socken ligger i Dalarna, uppgick 1967 i Falu stad och området ingår sedan 1971 i Falu kommun och motsvarar från 2016 Aspeboda distrikt.
Socknens areal är 83,50 kvadratkilometer, varav 78,20 land. År 2020 fanns här 1 633 invånare. Kyrkbyn Aspeboda med sockenkyrkan Aspeboda kyrka ligger i socknen. 

## Administrativ historik
Aspeboda socken bildades 1640 genom en utbrytning ur Kopparbergs socken, efter att sedan medeltiden varit ett kapellag i Stora Tuna församling som 1604 överfördes till Kopparbergs församling. I jordeboken låg Aspeboda under Kopparbergs socken ända fram till beslutet den 26 oktober 1888, då Aspeboda utbröts för att bli en separat jordebokssocken.
Vid kommunreformen 1862 övergick socknens ansvar för de kyrkliga frågorna till Aspeboda församling och för de borgerliga frågorna till Aspeboda landskommun. Landskommunen inkorporerades 1952 i Stora Kopparbergs landskommun, uppgick 1967 i Falu stad och ingår sedan 1971 i Falu kommun.
1 januari 2016 inrättades distriktet Aspeboda, med samma omfattning som församlingen hade 1999/2000.
Socknen har tillhört fögderier, tingslag och domsagor enligt vad som beskrivs i artikeln Dalarna.

## Geografi
Aspeboda socken ligger väster om Falun nordväst om sjön Runn och kring ån Aspan. Socknen är utanför ådalen en kuperad skogsbygd med höjder som i nordväst når cirka 380 meter över havet.

## Fornlämningar
Tre gravhögar från järnåldern är funna.

## Namnet
Namnet tidigast belagt 1568 kommer från en gård med sjönamnet Aspe som förled syftande på ett aspbestånd. Efterleden är boda.

## Befolkningsutveckling
| Befolkningsutvecklingen i Aspeboda socken 1750–2020 | Befolkningsutvecklingen i Aspeboda socken 1750–2020 | Befolkningsutvecklingen i Aspeboda socken 1750–2020 | Befolkningsutvecklingen i Aspeboda socken 1750–2020 | Befolkningsutvecklingen i Aspeboda socken 1750–2020 |
| --- | --------------------------------------------------- | --------------------------------------------------- | --------------------------------------------------- | --------------------------------------------------- |
| |                                                     |                                                     |                                                     |                                                     |
| År |                                                     |                                                     | Folkmängd                                           |                                                     |
| 1750 | 1750                                                |                                                     | 692                                                 |                                                     |
| 1760 | 1760                                                |                                                     | 765                                                 |                                                     |
| 1772 | 1772                                                |                                                     | 833                                                 |                                                     |
| 1780 | 1780                                                |                                                     | 848                                                 |                                                     |
| 1790 | 1790                                                |                                                     | 834                                                 |                                                     |
| 1800 | 1800                                                |                                                     | 849                                                 |                                                     |
| 1810 | 1810                                                |                                                     | 857                                                 |                                                     |
| 1820 | 1820                                                |                                                     | 870                                                 |                                                     |
| 1830 | 1830                                                |                                                     | 926                                                 |                                                     |
| 1840 | 1840                                                |                                                     | 871                                                 |                                                     |
| 1850 | 1850                                                |                                                     | 954                                                 |                                                     |
| 1860 | 1860                                                |                                                     | 1 044                                               |                                                     |
| 1870 | 1870                                                |                                                     | 1 078                                               |                                                     |
| 1880 | 1880                                                |                                                     | 1 167                                               |                                                     |
| 1890 | 1890                                                |                                                     | 1 065                                               |                                                     |
| 1900 | 1900                                                |                                                     | 1 142                                               |                                                     |
| 1910 | 1910                                                |                                                     | 1 040                                               |                                                     |
| 1920 | 1920                                                |                                                     | 955                                                 |                                                     |
| 1930 | 1930                                                |                                                     | 899                                                 |                                                     |
| 1940 | 1940                                                |                                                     | 792                                                 |                                                     |
| 1950 | 1950                                                |                                                     | 808                                                 |                                                     |
| 1960 | 1960                                                |                                                     | 739                                                 |                                                     |
| 1970 | 1970                                                |                                                     | 680                                                 |                                                     |
| 1980 | 1980                                                |                                                     | 1 095                                               |                                                     |
| 1990 | 1990                                                |                                                     | 1 331                                               |                                                     |
| 2010 | 2010                                                |                                                     | 1 499                                               |                                                     |
| 2020 | 2020                                                |                                                     | 1 633                                               |                                                     |
| Anm: Källa: Umeå universitet - Tabellverket 1749-1859, Demografiska databasen, CEDAR, Umeå universitet, Befolkning per församling, Folkmängden per distrikt, landskap, landsdel eller riket efter kön. År 2015 - 2022. |                                                     |                                                     |                                                     |                                                     |